# Alzoniella murita
Alzoniella murita е вид охлюв от семейство Hydrobiidae.

## Разпространение
Този вид е разпространен в Испания.